# Leptodesmus centropus
Leptodesmus centropus är en mångfotingart som beskrevs av Carl Graf Attems 1898. Leptodesmus centropus ingår i släktet Leptodesmus och familjen Chelodesmidae. Inga underarter finns listade i Catalogue of Life.